# Монтескьё-Авантес
Монтескьё́-Аванте́с (фр. Montesquieu-Avantès) — коммуна во Франции, находится в регионе Юг — Пиренеи. Департамент коммуны — Арьеж. Входит в состав кантона Сен-Лизье. Округ коммуны — Сен-Жирон.
Код INSEE коммуны — 09204.

## Население
Население коммуны на 2008 год составляло 239 человек.
| 1962 | 1968 | 1975 | 1982 | 1990 | 1999 | 2008 |
| ---- | ---- | ---- | ---- | ---- | ---- | ---- |
| 375  | 323  | 265  | 280  | 270  | 240  | 239  |

## Экономика
В 2007 году среди 127 человек в трудоспособном возрасте (15—64 лет) 98 были экономически активными, 29 — неактивными (показатель активности — 77,2 %, в 1999 году было 68,6 %). Из 98 активных работали 88 человек (52 мужчины и 36 женщин), безработных было 10 (3 мужчины и 7 женщин). Среди 29 неактивных 6 человек были учениками или студентами, 8 — пенсионерами, 15 были неактивными по другим причинам.

## Достопримечательности
- Пещера Труа-Фрер
- Пещера Тюк-д’Одубер
- Пещера Анлен
- Замок Лакр

## Фотогалерея
- Церковь
- Римская дорога к Монтескьё-Авантес
- Римская дорога к Монтескьё-Авантес